# پائولو تیاگو
پائولو تیاگو (انگلیسی: Paulo Thiago؛ زادهٔ ۲۵ ژانویهٔ ۱۹۸۱) ورزشکار هنرهای رزمی ترکیبی و جودوکار اهل برزیل است. وی از سال ۲۰۰۵ میلادی تاکنون مشغول فعالیت بوده‌است.